# Бабки
Бабки́ (Odonata) — ряд хижих комах. Відомі з кам'яновугільного періоду. Існує приблизно 4500 видів, переважно у тропіках. Мають 2 пари крил (розмах до 15 см) з густою сіткою жилок. Черевце довге, голова з великими фасетковими очима; вусики двочленикові; ротові органи гризучі. Під час польоту досягається максимальна швидкість 50 км/год.

## Етимологія
Українська назва комахи вважається утвореною від слова баба у значенні «відьма, чарівниця»: через те, що неприємні тварини вважалися злими чарівниками. На думку М. Фасмера, О. О. Потебні і О. Г. Преображенського, назва зумовлена уявленнями про перетворення душ померлих предків (у цьому випадку баб) на комах (пор. рос. бабочка, діал. душичка — «метелик»; грец. ψυχάρι, «метелик» від ψυχή, «душа»). Існує також версія зв'язку слова з прасл. *bab- («розбухати, роздуватися»).
Латинська назва Odonata дана Й. Х. Фабрицієм, який утворив її від дав.-гр. ὀδών — іонійської форми ὀδούς («зуб»): очевидно через те, що бабки мають зуби на мандибулах (втім, як більшість комах).

## Систематика
Підряди:
- Рівнокрилі бабки (Zygoptera)
- Різнокрилі бабки (Anisoptera)
- Рівно-різнокрилі бабки (Anisozygoptera)

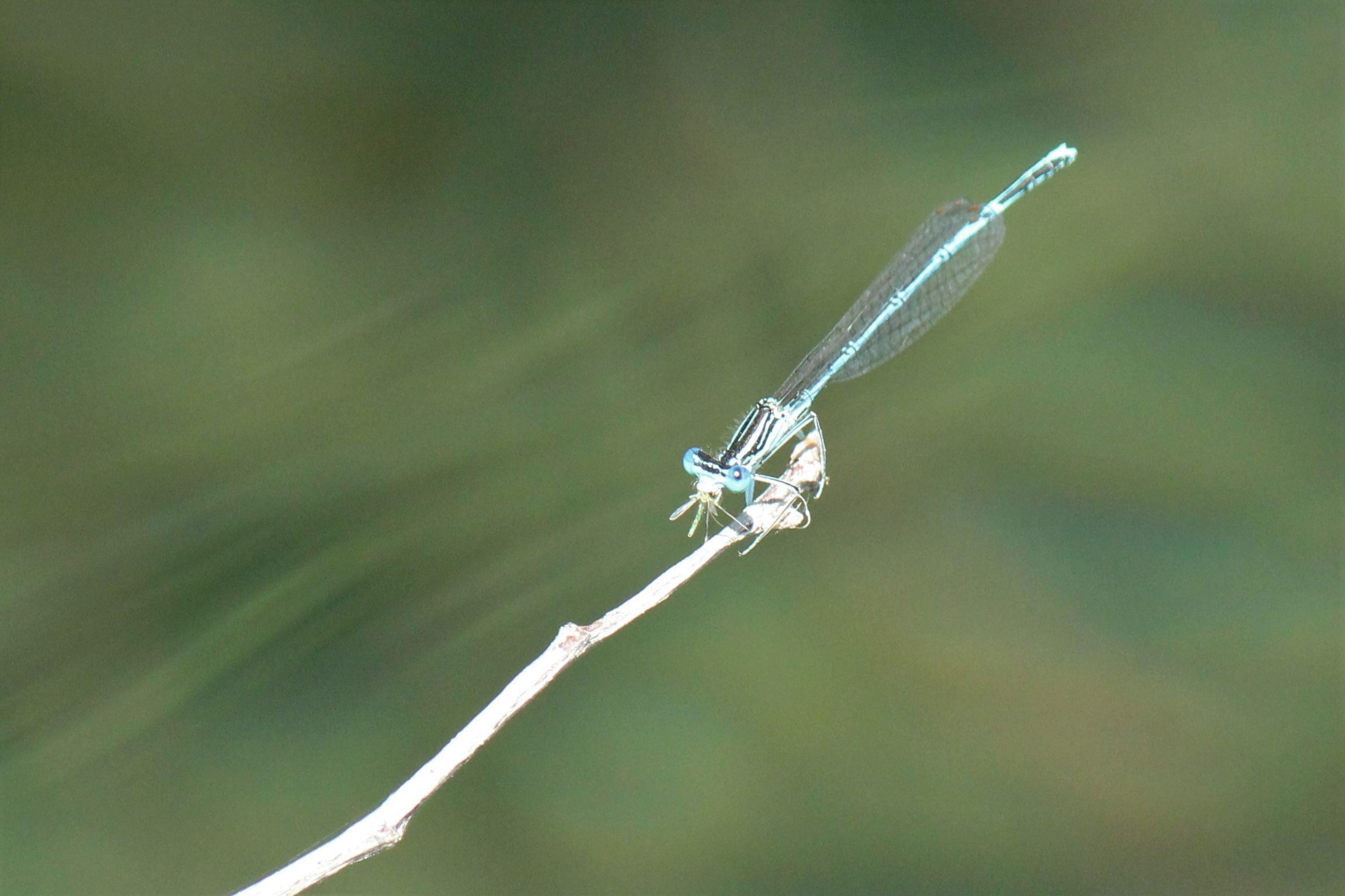
Бабка їсть комаху

## Морфологія
Довжина сучасних бабок — 1,4-120 мм, крила — до 90 мм. Очі фасеткові, займають більшу частину рухливої голови. Вусики короткі, малопомітні. Крила з густою мережею жилок. Для бабок, на відміну від інших комах, характерні дорсовентральні м'язи крил, а також вторинний копулятивний апарат у самців.

## Зір

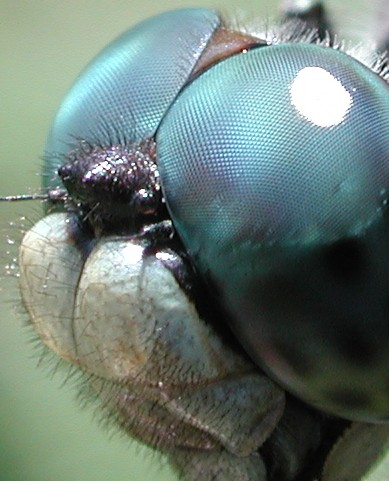
Фасеткові очі бабки

Як і у багатьох комах, очі бабки фасеткові. Кожне око бабки складається з 30 000 окремих фасеток, причому тільки нижні здатні розрізняти кольори, а верхні — тільки форму. Це допомагає їй найбільш правильно орієнтуватися в просторі і знаходити відповідну здобич.

## Особливості біології
Дорослі бабки добре літають; хижаки, живляться комахами, яких ловлять на льоту; великі бабки можуть нападати на метеликів, хрущів, бджіл, мурашиних левів та навіть летячих самців богомолів. Трапляються й напади одних бабок на інших. Перетворення неповне. Паруються в повітрі. Яйця відкладають у воду — у ґрунт або на рослини.
Личинки (наяди) водні, хижаки; ротовий апарат перетворився на спеціальний орган захвату їжі — маску із сильно витягнутою нижньою губою, великі види нападають навіть на пуголовків і мальків риб; дихають зовнішніми (хвостовими або ректальними) зябрами.

## Розмноження та розвиток

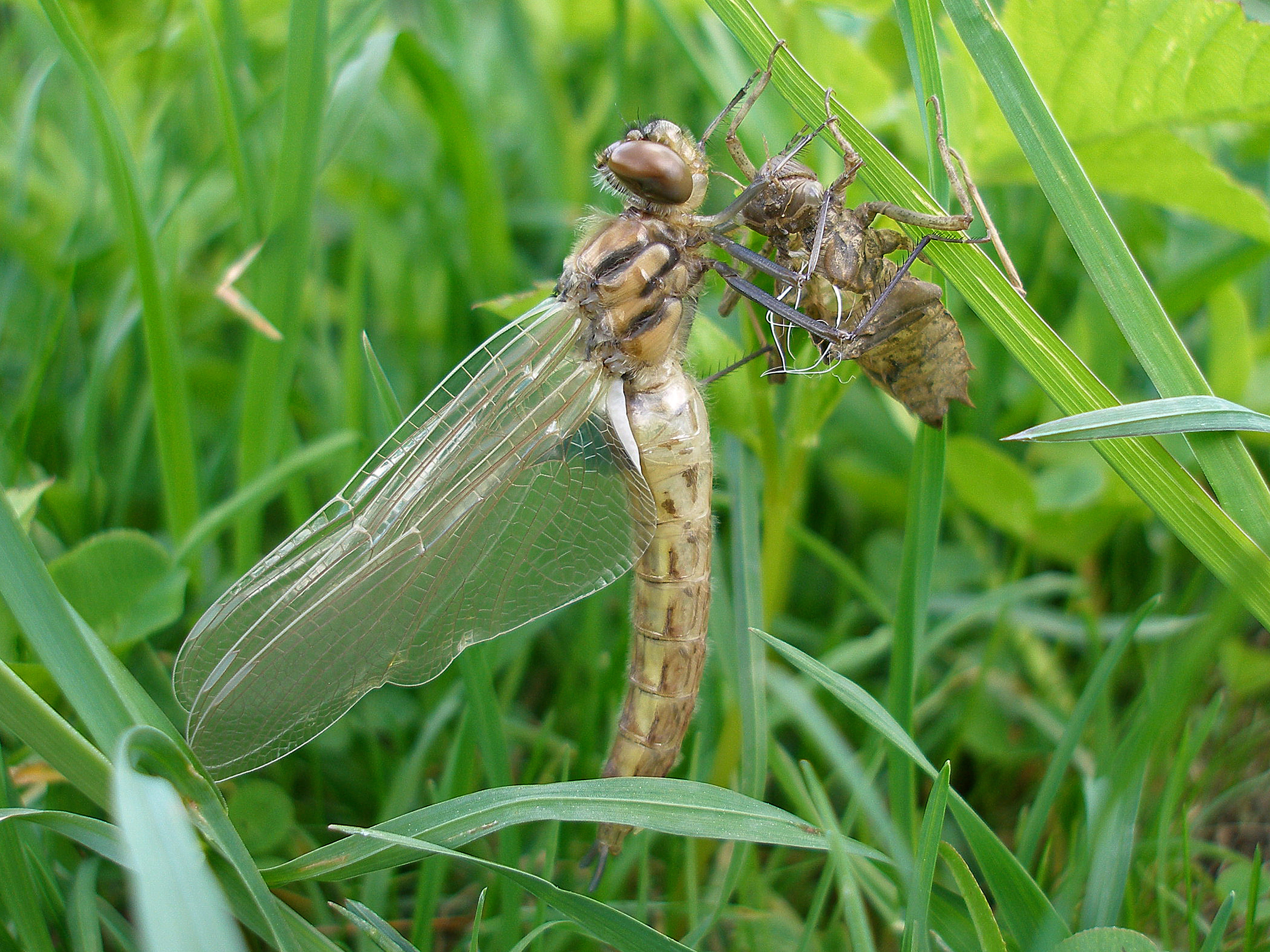
Вихід різнокрилої бабки з личинки. Видно екзувій, бабку з крилами та тілом, що не набрали кольору та ще не тверді, трахейні трубки тощо.

Бабки спаровуються на льоту. Вторинний копулятивний апарат самців високоспеціалізований і не має аналогів серед комах — видаляє сперму попередника, перш ніж залишити власну. Яйця відкладають у воду або тканини водних рослин, рідше в мокрий ґрунт. Самиці деяких видів імітують забарвленням самців, щоб знизити увагу самців до себе і швидше розпочати яйцекладку. Личинки (звані німфами або наядами) розвиваються у воді, дихають зябрами. У личинок рівнокрилих бабок трахейні зябра на хвостових придатках, у личинок різнокрилих — ректальні зябра — на стінках прямої кишки, яка періодично заповнюється водою. Перетворення неповне. У личинок сильно подовжена нижня губа, яка утворює хапальний орган — маску. Під час захоплення здобичі вона викидається вперед, у спокої прикриває голову знизу і / або з боків.
Личинки бабок (наяди) — теж хижаки, харчуються личинками водних комах, іноді нападають на пуголовків і мальків риб; своєю чергою, слугують їжею для риб. Після закінчення розвитку личинки виходять з води і прикріплюються до рослин або нерівностей ґрунту. Останнє линяння відбувається на суші поблизу водойми.
Деякі види бабок можуть відлітати на великі відстані від водойм. Під час масових перельотів чотирип'ятнисті бабки Libellula quadrimaculata утворюють суцільну смугу протяжністю в десятки кілометрів.

## Бабки України

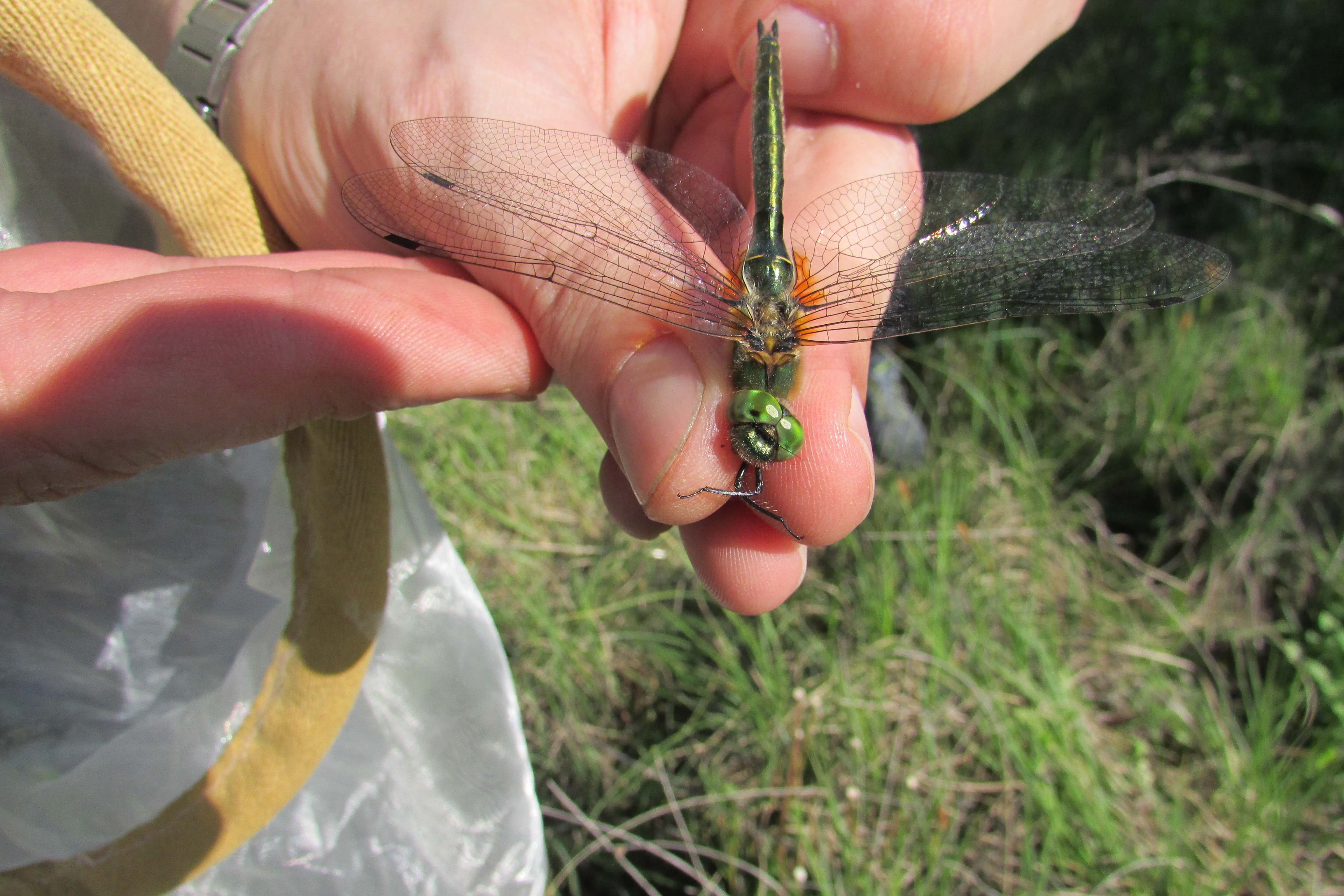
Кордулія бронзова (Cordulia aenea; родина Corduliidae) — вид, поширений майже по всій Україні

У 2000 році опублікована монографія, присвячена бабкам України. В монографії наведено 73 види бабок, але автори ставлять під сумнів наявність в Україні виду Coenagrion mercuriale, відомого з гідробіологічних джерел. Пізніше, до списку бабок України були внесені ще 3 види: Lindenia tetraphylla, Selysiothemis nigra та Cordulegaster heros. Тому, згідно з даними літератури, в України зареєстровано 75 видів бабок. З цього числа дев'ять видів занесено до Червоної книги України.

## Визначники
[сайт] European dragonfly and damselfly  [англ.]
[книга] Бабки центральної України (польовий атлас-визначник) [укр.]
[книга] Field Guide to the Dragonflies of Britain and Europe: 2nd edition [англ.]